# Patrick Quinet
Pour les articles homonymes, voir Quinet.
Patrick Quinet, né le 23 mai 1967 à Rocourt, est un producteur belge.

## Biographie
Après avoir suivi des études de réalisation à l’INSAS de 1986 à 1991, Patrick Quinet enchaîne les expériences en tant que régisseur adjoint et premier assistant réalisateur, notamment auprès de Chantal Akerman, avant de réaliser que c'est avant tout la production qui le passionne.
En 1992, il fonde Artémis Média, une société coopérative belge visant à produire des courts-métrages et des documentaires.
Deux ans plus tard, en janvier 1994, Artémis Média s’agrandit et devient alors Artémis Productions SA., ce qui lui permet ainsi de se lancer dans la production de longs-métrages. En 1998, il signe Max et Bobo de Frédéric Fonteyne, son premier projet en tant que producteur.
De 2001 à 2014, Patrick Quinet préside l’Union des Producteurs Francophones de Films (UPFF). Au cours de ses quatre mandats, il crée, en collaboration avec le Ministre belge des Finances de l’époque, Didier Reynders, et l'Union des Producteurs Flamands, la VFPB (Vlaamse Film Producenten Bond) et la VOTP (Vlaamse Onafhankelijke Televisie Producenten), le tax shelter, un incitant fiscal qui permettra un développement des moyens financiers ainsi qu’une certaine autonomie et redynamisation du cinéma belge. Par la suite, et avec l'aide du Ministre des Finances Koen Geens, il entreprendra une réforme du tax shelter qui prend effet en 2015.

### Taxshelter.be
En 2004, Artémis Productions devient actionnaire majoritaire de la société de levée de fonds en tax shelter, Taxshelter.be. Patrick Quinet prend alors la fonction d'administrateur délégué. En 2014, en lien avec la réforme de tax shelter, le groupe Nethys participe à l'augmentation du capital de la société Taxshelter.be.

### Liaison Cinématographique
En mars 2003, il crée en partenariat avec Samsa Film (Luxembourg) et Nord-Ouest Films (France), la société de production de droit français Liaison Cinématographique.

### Académie André Delvaux et Magritte du cinéma
En 2010, la Fédération Wallonie-Bruxelles, BeTV, Jaco Van Dormael, le FIFF, Pro Spere (représentée par Luc Jabon) et l'UPFF (représentée par Patrick Quinet) se rassemblent dans un but commun : promouvoir et apporter de la visibilité au cinéma belge, aussi bien à l’échelle nationale qu’internationale. L'Académie André Delvaux, dont la coprésidence est assurée par Patrick Quinet et Luc Jabon, voit alors le jour. C'est en 2011 que la mission de l’Académie s'est concrétisée pour la première fois et a donné lieu à la célèbre cérémonie des Magritte du cinéma. Depuis lors, chaque année au début du mois de février, sont décernés des prix aux professionnels du septième art belge francophone.

### Projet Cinéma Palace
En 2004, les frères Dardenne, Patrick Quinet, Éliane du Bois et Nicole La Bouverie répondent à un appel d'offres lancé par la Fédération Wallonie Bruxelles qui consiste à réhabiliter le Pathé Palace, un cinéma du centre-ville de Bruxelles datant de 1913. Aujourd'hui, le conseil d'administration du Palace est composé de Luc Dardenne, Patrick Quinet, Stephan De Potter, Dan Cukier, Olivier Rey, Bart Van Langendonck et Fien Troch. Le nouveau complexe, comprenant quatre salles, devrait ouvrir en novembre 2017[réf. nécessaire], après une longue série de travaux.
En 2015, Patrick Quinet devient membre du Bureau de la Cinémathèque royale de Belgique.

## Filmographie

### Producteur

#### Producteur de longs métrages
- 1998 : Max et Bobo de Frédéric Fonteyne
- 1998 : Une liaison pornographique de Frédéric Fonteyne
- 2000 : Pourquoi se marier le jour de la fin du monde ? de Harry Cleven
- 2002 : Petites Misères de Philippe Boon et Laurent Brandenbourger
- 2003 : J'ai toujours voulu être une sainte de Geneviève Mersch et Philippe Blasband
- 2004 : La Femme de Gilles de Frédéric Fonteyne
- 2005 : Bunker Paradise de Stefan Liberski
- 2007 : J'aurais voulu être un danseur de Alain Berliner
- 2008 : Formidable de Dominique Standaert
- 2008 : Le Premier venu de Jacques Doillon
- 2008 : Diamant 13 de Gilles Béhat
- 2009 : Le Jour où Dieu est parti en voyage de Philippe Van Leeuw
- 2009 : La Régate de Bernard Bellefroid
- 2012 : La Folie Almayer de Chantal Akerman
- 2012 : 38 témoins de Lucas Belvaux
- 2012 : Couleur de peau : Miel de Jung et Laurent Boileau
- 2012 : Tango libre de Frédéric Fonteyne
- 2013 : Les Âmes de papier de Vincent Lannoo
- 2014 : Pas son genre de Lucas Belvaux
- 2014 : Melody de Bernard Bellefroid
- 2017 : Chez nous de Lucas Belvaux
- 2018 : Cavale de Virginie Gourmel
- 2018 : Escapada de Sarah Hirtt
- 2018 : Mon Ket de François Damiens
- 2023 : Le Prix du passage de Thierry Binisti
- 2023 : Les Complices de Cécilia Rouaud
- 2023 : La Fiancée du poète de Yolande Moreau
- 2023 : Les Tortues de David Lambert
- 2024 : L'Art d'être heureux de Stefan Liberski

#### Coproducteur de longs métrages
- 1996 : Salut cousin ! de Merzak Allouache
- 1996 : Passage (Pasáž) de Juraj Herz
- 1997 : Elles de Luis Galvao Teles
- 1998 : Le Plaisir (et ses petits tracas) de Nicolas Boukhrief
- 1998 : L'École de la chair de Benoît Jacquot
- 1999 : Le Voyage à Paris de Marc-Henri Dufresne
- 1998 : Les Gens qui s'aiment de Jean-Charles Tacchella
- 2000 : Princesses de Sylvie Verheyde
- 2001 : Les Portes de la gloire de Christian Merret-Palmair
- 2001 : Une hirondelle a fait le printemps de Christian Carion
- 2003 : Jeux d'enfants de Yann Samuell
- 2005 : Free Zone de Amos Gitaï
- 2005 : Joyeux Noël de Christian Carion
- 2006 : OSS 117 de Michel Hazanavicius
- 2006 : La Doublure de Francis Veber
- 2006 : Je vais bien ne t'en fais pas de Philippe Lioret
- 2006 : Azur et Asmar de Michel Ocelot
- 2006 : Je m'appelle Elisabeth de Jean-Pierre Améris
- 2006 : Pars vite et reviens tard de Régis Wargnier
- 2006 : Le Lièvre de Vatanen de Marc Rivière
- 2007 : Sur le mont Josaphat de Jean-Marc Vervoort
- 2007 : Nuits d'Arabie de Paul Kieffer
- 2007 : Pas sérieux s'abstenir de Miel Van Hoogenbemt
- 2007 : Big City de Djamel Bensalah
- 2008 : JCVD de Mabrouk El Mechri
- 2009 : Meisjes de Geoffrey Enthoven
- 2009 : Lost person area de Caroline Strubbe
- 2009 : The Time That Remains de Elia Suleiman
- 2009 : Welcome de Philippe Lioret
- 2010 : Copie conforme de Abbas Kiarostami
- 2010 : L'Âge de raison de Yann Samuell
- 2010 : Les Nuits rouges du Bourreau de Jade de Julien Carbon et Laurent Courtiaud
- 2010 : Sans queue ni tête de Jeanne Labrune
- 2010 : Vénus noire de Abdellatif Kechiche
- 2011 : Où va la nuit de Martin Provost
- 2011 : Bullhead (Rundskop) de Michael Roskam
- 2011 : All good children d'Alicia Duffy
- 2011 : Mon pire cauchemar de Anne Fontaine
- 2011 : Présumé coupable de Vincent Garenq
- 2011 : Hot Hot Hot de Beryl Koltz
- 2011 : Des vents contraires de Jalil Lespert
- 2012 : The Incident de Alexandre Courtès
- 2012 : Comme un homme de Safy Nebbou
- 2012 : Doudege Wenkle de Christophe Wagner
- 2012 : La Traversée de Jérôme Cornuau
- 2012 : Brasserie Romantiek de Joël Vanhoebrouck
- 2013 : Les Chevaux de Dieu de Nabil Ayouch
- 2013 : Moebius de Éric Rochant
- 2013 : I'm the Same, I'm an Other de Caroline Strubbe
- 2013 : Violet de Bas Devos
- 2014 : Supercondriaque de Dany Boon
- 2014 : De toutes nos forces de Nils Tavernier
- 2014 : Son épouse de Michel Spinosa
- 2014 : Maintenant ou jamais de Serge Frydman
- 2014 : L'Enquête de Vincent Garenq
- 2015 : Demain après la guerre - Eng Nei Zäit de Christophe Wagner
- 2015 : Les Nouvelles Aventures d'Aladin de Arthur Benzaquen
- 2015 : Ladygrey de Alain Choquart
- 2015 : Taj Mahal de Nicolas Saada
- 2015 : La Volante de Christophe Ali et Nicolas Bonilauri
- 2015 : La Belle Saison de Catherine Corsini
- 2015 : En mai, fais ce qu'il te plaît de Christian Carion
- 2016 : Des nouvelles de la planète Mars de Dominik Moll
- 2016 : Danish Girl de Tom Hooper
- 2016 : Éternité de Trần Anh Hùng
- 2016 : Ma famille t'adore déjà ! de Jérôme Commandeur et Alan Corno
- 2016 : Bravo virtuose de Levon Minassian
- 2017 : Raid dingue de Dany Boon
- 2017 : Rodin de Jacques Doillon
- 2017 : Le Jeune Karl Marx de Raoul Peck
- 2018 : Les Bienheureux de Sofia Djama
- 2018 : Holy Lands de Amanda Sthers
- 2018 : Razzia de Nabil Ayouch
- 2018 : Gaspard va au Mariage d'Antony Cordier
- 2022 : L'Astronaute de Nicolas Giraud
- 2024 : Louise Violet d'Éric Besnard
- 2025 : La Fille d'un grand amour d'Agnès de Sacy

#### Producteur de documentaires
- 1996 : L'homme animal - Le pingouin de Jean-Marc Vervoort
- 1997 : Un jour mon prince viendra... de Marta Bergman
- 1997 : Al Qantara de Frédéric Fichefet
- 1997 : Des murs ou des oreilles de Valérie Vanhoutvinck
- 2000 : La Ruche de Valérie Vanhoutvinck
- 2000 : Les Taxis de Valérie Vanhoutvinck
- 2001 : Chris Joris, d'une musique à l'autre... de Zack Khalfi
- 2004 : Une lumière la nuit, un portrait de Madeleine Bourdouxhe de Nadia Benzekri
- 2015 : I don't belong anywhere - Le cinéma de Chantal Akerman de Marianne Lambert
- 2017 : I Am Not Your Negro de Raoul Peck
- 2018 : Ni juge ni soumise de Jean Libon et Yves Hinant

#### Coproducteur de documentaires
- 2006 : News from Home/News from House de Amos Gitai
- 2009 : Pluie du diable de Philippe Cosson
- 2010 : Black Diamond de Pascale Lamche

#### Coproducteur de télévision
- 1996 : Les vacances de Maigret de Pierre Joassin
- 1997 : Maigret et l'inspecteur cadavre de Pierre Joassin
- 2000 : Maigret et la croqueuse de diamants de André Chandelle
- 2001 : Maigret et le fou de Sainte-Clothilde de Claudio Tonetti
- 2003 : Les scrupules de Maigret de Pierre Joassin
- 2003 : Péril imminent de Christian Bonnet
- 2003 : La Maison du canal de Alain Berliner
- 2011 : Valparaiso de Jean-Christophe Delpias
- 2015 : La Fin de la nuit de Lucas Belvaux

#### Producteur de courts métrages
- 1993 : Bob le déplorable de Frédéric Fonteyne
- 1995 : John de Geneviève Mersch
- 1995 : Luc & Marie - Le film de Philippe Boon et Laurent Brandenbourger
- 1997 : Noël au balcon de Martine Doyen
- 2002 : Mamaman de Iao Lethem
- 2002 : Merci ! de Christine Rabette
- 2006 : Les Œufs brouillés de Iao Lethem
- 2007 : Sarah de Kadija Leclère
- 2008 : Eau de vie de Nadia Benzekri
- 2009 : Le Négociant de Joachim Weissmann
- 2011 : Kérosène de Joachim Weissmann
- 2014 : Babysitting Story de Vincent Smitz
- 2014 : Le Temps d'un sablier de Michael de Nijs
- 2014 : Jung Forever de Jean-Sébastien Lopez
- 2014 : Javotte de Sarah Hirtt
- 2015 : Le flan de Odile d'Oultremont
- 2015 : Pickles de Manuella Damiens
- 2016 : Ice Scream de Vincent Smitz
- 2016 : Après l'hiver de Joachim Weissmann et Amandine Hinnekens

## Distinctions
Parmi les longs-métrages (co)produits par Artémis Productions qui ont été nommés ou récompensés, on peut citer entre autres :
- I Am Not Your Negro de Raoul Peck : nomination pour l’Oscar du meilleur documentaire ;
- Danish Girl de Tom Hopper : Oscar de la meilleure actrice dans un second rôle décerné à Alicia Vikander[10] ;
- Bullhead de Michael A. Roskam : nomination pour l'Oscar du Meilleur Film en langue étrangère ;
- La femme de Gilles de Frédéric Fonteyne : Prix Art et Essai à la Mostra de Venise ;
- Une liaison pornographique de Frédéric Fonteyne : Prix d'interprétation féminine décerné à Nathalie Baye à la Mostra de Venise ;
- 38 Témoins de Lucas Belvaux : Magritte du Meilleur Scénario Original ou Adaptation ;
- Joyeux Noël de Christian Carion : nomination pour le César du meilleur film ;
- Melody de Bernard Bellefroid : Prix d’interprétation féminine décerné à Lucie Debay et Rachael Blake lors du Festival des Films du Monde de Montréal ;
- Je vais bien, ne t’en fais pas de Philippe Lioret : César du meilleur acteur dans un second rôle décerné à Kad Merad et César du Meilleur jeune espoir féminin décerné à Mélanie Laurent ;
- Présumé Coupable de Vincent Garenq : Prix d’interprétation décerné à Philippe Torreton lors du Festival du Film Francophone d’Angoulême.
- Pas son genre de Lucas Belvaux : Prix d'interprétation féminine décerné à Emilie Dequenne lors de la Cérémonie des Magritte du Cinéma[11]